# Hornostaiivka, Novotroiițke
Hornostaiivka (în ucraineană Горностаївка) este o comună în raionul Novotroiițke, regiunea Herson, Ucraina, formată numai din satul de reședință.

## Demografie
Componența lingvistică a comunei Hornostaiivka
     Ucraineană (92,37%)
     Rusă (7,3%)
     Alte limbi (0,33%)
Conform recensământului din 2001, majoritatea populației comunei Hornostaiivka era vorbitoare de ucraineană (92,37%), existând în minoritate și vorbitori de rusă (7,3%).